# Wildfolge
Wildfolge ist die notwendige Verfolgung von krankgeschossenem oder durch Unfall schwerkrankem Wild, das in ein fremdes Jagdrevier wechselt. Die Wildfolge wird meist im Rahmen einer Nachsuche durchgeführt.

## Historisch
Historisch schon im Sachsenspiegel von 1225 und im Weistum erwähnt, beruht sie maßgeblich auf dem Gedanken des Tierschutzes, das Tier von evtl. Schmerzen so schnell wie möglich zu erlösen. 

## Jagdrecht
Ein Überschreiten der Grenze des Jagdbezirkes mit der Schusswaffe gilt als Wilderei, insofern braucht die Wildfolgevereinbarung einen gesetzlichen Rahmen und schriftliche Form.
Wildfolge ist zulässig, wenn mit dem Jagdausübungsberechtigten des angrenzenden Jagdreviers eine schriftliche Vereinbarung nach § 22 a des Bundesjagdgesetzes über die Wildfolge abgeschlossen wurde (Wildfolgevereinbarung).
Die einzelnen Bundesländer haben in den Landesjagdgesetzen hierzu weitere z. T. erheblich voneinander abweichende Regelungen getroffen. Grundsätzlich besteht in allen Bundesländern die gesetzliche Wildfolge.

### Gesetzliche Wildfolge
Besteht zwischen Reviernachbarn keine einvernehmliche Wildfolgevereinbarung, so kommt die gesetzliche Wildfolge zur Anwendung, die eine unverzügliche Nachsuche mit der Waffe im fremden Jagdrevier ausschließt. Bei einem daraus resultierenden Verstoß gegen den Tierschutz können strafrechtliche Belange entstehen.

### Vereinbarungen
Wechselt krankgeschossenes Wild in einen benachbarten Jagdbezirk und ist es für einen sicheren Schuss erreichbar, so ist es vom jagdausübenden Jäger oder Nachsuchenführer zu erlegen und sodann zu versorgen. Das Fortschaffen von versorgtem Schalenwild ist nicht zulässig. Erlegtes Wild, das der Abschussplanung unterliegt, ist auf den Abschussplan des Revierinhabers anzurechnen, in dessen Revier das Wild beschossen wurde.
Wildfolge in befriedete Bezirke hinein ist ohne Vereinbarung möglich, in Gebäuden jedoch nur mit Zustimmung des Nutzungsberechtigten. In beiden Fällen steht das Aneignungsrecht dem Jagdausübungsberechtigten zu. Dies gilt auch für Grundflächen, die aus ethischen Gründen befriedet wurden (§ 6a Abs. 8 BJagdG).
Um die Folgen von Verstößen gegen den Tierschutz zu umgehen, gibt es inzwischen in einigen Ländern die Bestätigten Schweißhundeführer. So in Brandenburg oder Hessen denen auch ohne Vereinbarung Wildfolge gestattet ist, wenn es sich nach ihrer Beurteilung um Schussverletzungen handelt, die erfahrungsgemäß dem Wild längere Qualen bereiten (z. B. Laufschüsse, Weidwundschüsse, Äser- oder Gebrechschüsse), die Nachsuche am selben Tag aufgenommen wurde und der Jagdausübungsberechtigte nicht erreichbar ist. In diesem Falle ist der Auftraggeber des Schweißhundeführers verpflichtet, die Jagdausübungsberechtigten, deren Jagdbezirke bei der Nachsuche betreten worden sind, unverzüglich zu benachrichtigen.